# Plantago gaudichaudii
Plantago gaudichaudii är en grobladsväxtart som beskrevs av François Marius Barnéoud. Plantago gaudichaudii ingår i släktet kämpar, och familjen grobladsväxter. Inga underarter finns listade i Catalogue of Life.